# Powiat Chrzanowski
Der Powiat Chrzanowski [ˈpɔvʲat xʃaˈnɔfsci] ist ein Powiat (Kreis) im nordwestlichen Teil der polnischen Woiwodschaft Kleinpolen. Der kleinste, mit rund 130.000 Einwohnern jedoch mitunter dicht besiedelte Powiat Kleinpolens wird von den Powiaten Olkusz, Krakau, Wadowice und Oświęcim umschlossen.

## Geschichte

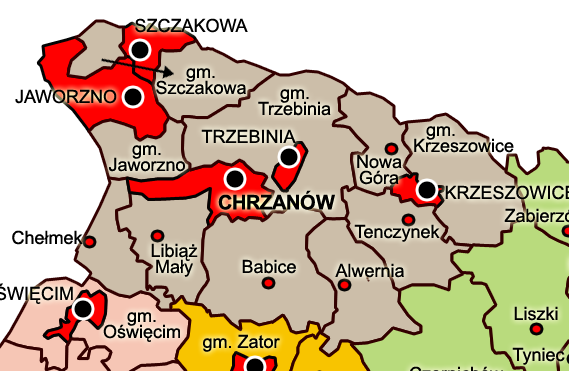
Powiat Chrzanowski im Jahr 1938

Im 13. Jahrhundert war Chrzanów Sitz einer Kastellanei im Herzogtum Krakau, möglicherweise zeitweilig im schlesischen Herzogtum Oppeln, die mehr oder weniger den heutigen Powiat und die Stadt Jaworzno umfasste. Nach der Aufhebung der Patrimonialherrschaften entstand in ähnlichen Grenzen der Bezirk Chrzanów, nach 1920 in der Woiwodschaft Krakau. Damals entwickelte sich dort die Industrialisierung, die als Zagłębie Krakowskie (= Krakauer Bergbaurevier) bezeichnet wurde, aber nicht so stark wie in Oberschlesien. In der Zwischenkriegszeit hatte der Powiat Chrzanowski der Woiwodschaft Krakau 116.668 Einwohnern, die überwiegend römisch-katholische (102.445) Polen (112.350) und israelitische (10.652) Juden (4.011) waren. In der Zeit der Sanacja gab es kontroverse Pläne der Angliederung des westlichen Teils des Powiats Chrzanowski mit Jaworzno an die autonome Woiwodschaft Schlesien. Im Zweiten Weltkrieg gehörte Landkreis Krenau im neuen „Ostoberschlesien“ zum Regierungsbezirk Kattowitz in der Provinz Schlesien (seit 1941 Provinz Oberschlesien). Nach dem Krieg wurden zahlreiche Orte nach Jaworzno eingemeindet, die 1956 zur unabhängigen kreisfreien Stadt erhoben wurde. In den Jahren 1975 bis 1998 gehörten die Gemeinden Babice, Chrzanów, Libiąż und Trzebinia zur Woiwodschaft Katowice, während nur das am wenigsten industrialisierte Alwernia in der Woiwodschaft Krakau blieb. Ab 1998 gehört der Kreis zur Woiwodschaft Kleinpolen, während Jaworzno zur Woiwodschaft Schlesien.

## Gemeinden

Gemeinden der Powiat Chrzanowski

Der Powiat umfasst fünf Gemeinden, davon vier Stadt-und-Land-Gemeinden (gmina miejsko-wiejska) und eine Landgemeinde (gmina wiejska):

### Stadt-und-Land-Gemeinden
- Alwernia
- Chrzanów
- Libiąż
- Trzebinia

### Landgemeinde
- Babice